# Neo Arcadia – Tęcza w ciemności
Neo Arcadia – Tęcza w ciemności (jap. ネオアルカディア ～闇に咲く虹～ Neo Arukadia ~Yami ni saku niji~) – manga z gatunku yaoi autorstwa Kaoru Tachibany, wydana w 2010 roku w Japonii przez wydawnictwo Gentōsha. W Polsce manga została wydana nakładem wydawnictwa Kotori w grudniu 2012 roku.

## Fabuła
U zarania dziejów całą Ziemię osnuwał mrok. Władca Światła zapragnął stworzyć na jej powierzchni krainy tętniące życiem. Wysłał więc do siedziby Władcy Ciemności – Zeba, swego syna – Reena jako emisariusza. Nie przewidział jednak, że przyjdzie mu już na zawsze rozstać się z ukochanym dzieckiem. Reen i Zeb byli od siebie tak różni, jak różny jest Dzień od Nocy. Lecz mimo to pokochali się żarliwie. Choć mogli widywać się jedynie między zmierzchem a świtem, cieszyli się wzajemną bliskością, nie zważając na dzielące ich różnice. Czas mijał z wolna, a ich uczucie – na przekór całemu światu – stawało się coraz silniejsze. Niestety, pewnego dnia Reen zniknął w tajemniczych okolicznościach...